# لولا باني
لولا باني (بالإنجليزية: Lola Bunny)‏ هي شخصية خيالية من لوني تيونز يتم تصويرها على أنها أنثى أرنب وهي صديقة باغز باني، ظهرت لأول مرة في عام 1996 في فيلم سبيس جام من قبل وارنر برذرز.

## تطوير
في عام 1996 بدأت شركة وارنر برذرز في العمل على فيلم سبيس جام وجعلته يكون الظهور الأول لنظيرة باغز الأنثوية، تكون ماهرة في الرياضة خاصة كرة السلة تحب العمل الجماعي ترتدي الملابس الرياضية غالبا في النهاية تم تصميم لولا باني.

## صفات
لولا باني رياضية ماهرة جدا، ذكية وتحب العمل الجماعي دائما، سريعة وجميلة المنظر وجذابة، يعتبرها باغز باني واحدة من أعز الأصدقاء عليه.
لولا دائما في صراع وكره مستمر بينها وبين دافي داك بسبب أنه يحاول دائما مضايقتها أو العكس حيث إذا لعبت الشخصيات رياضة من الرياضات لا تعطي لولا الكرة لدافي حتى لو كانا من نفس الفريق.

## وصلات خارجية
- لولا باني على موقع ميوزك برينز (الإنجليزية)